# Eucereon chalcodon
Eucereon chalcodon är en fjärilsart som beskrevs av Druce 1893. Eucereon chalcodon ingår i släktet Eucereon och familjen björnspinnare. Inga underarter finns listade i Catalogue of Life.